# Passage de la Visitation
Passage de la Visitation är en passage i Quartier Saint-Thomas-d'Aquin i Paris sjunde arrondissement. Gatan anlades på platsen för det forna Couvent des Dames de la Visitation Sainte-Marie. Passage de la Visitation börjar vid Rue de Saint-Simon 6.

## Omgivningar
- Sainte-Clotilde
- Musée d'Orsay
- Square Samuel-Rousseau
- Rue de Poitiers
- Rue de Villersexel
- Impasse Paul-Louis Courier

## Bilder
| - Gatuskylt. - Sainte-Clotilde. - Square Samuel-Rousseau. - Impasse Paul-Louis Courier. |

## Kommunikationer
- Tunnelbana – linje  – Rue du Bac
- Busshållplats Rue du Bac – René Char – Paris bussnät

### Webbkällor
- ”Passage de la Visitation”. Mairie de Paris. https://web.archive.org/web/20160303212529/http://www.v2asp.paris.fr/commun/v2asp/v2/nomenclature_voies/Voieactu/9851.nom.htm. Läst 9 november 2023.
- ”Rue de Poitiers (7ème arrondissement)”. Les rues de Paris. https://web.archive.org/web/20160409072640/http://www.parisrues.com/rues07/paris-07-passage-de-la-visitation.html. Läst 9 november 2023.